# Clarence Gamble
Clarence Oliver Gamble (* 16. August 1881 in St. Louis, Missouri; † 13. Juni 1952 ebenda) war ein US-amerikanischer Tennisspieler.
Bei den Olympischen Sommerspielen 1904 in seiner Heimatstadt St. Louis gewann Clarence Gamble zusammen mit seinem Landsmann Arthur Wear im Herrendoppel des Tenniswettbewerbs die Bronzemedaille, nachdem sie im Halbfinale den späteren Olympiasiegern Edgar Leonard und Beals Wright mit 1:6 und 2:6 unterlegen waren. Ein Spiel um Platz 3 wurde nicht ausgetragen.
Gamble galt eher als Sport-Allrounder als als reiner Tennisspieler. An der Washington University, die er besuchte, spielte er American Football, Baseball und Golf. Später im Leben wurde Gamble ein erfolgreicher Börsenmakler und arbeitete für dieselbe Firma wie sein Doppelpartner Arthur Wear.